# Familles de Laforcade, de La Forcade et de Forcade
Il existe plusieurs familles de La Forcade ou de Laforcade ou de Forcade, dont deux sont subsistantes. Deux de ces familles revendiquent une origine commune avec une famille éteinte du nom de Forcade qui appartenait au XVe siècle à la noblesse des environs d’Orthez, en Béarn, mais cette communauté d’origine n’est pas établie.

## Famille de Forcade (Béarn) (éteinte)
Cette famille éteinte du nom de Forcade est la plus ancienne. Elle remonte sa filiation à Jean de Forcade, né à Orthez vers 1440 sous le règne de Charles VII, et marié sous celui de Louis XI, qualifié écuyer et premier jurat de la ville d'Orthez dans son testament du 21 juillet 1505.
Jean de Forcade avait des fiefs en Béarn et à Bordeaux, et sa maison comptait au nombre des familles importantes de cette ville, puisqu'il était en possession de la Tour Catsies du mur d'enceinte de Bordeaux (d'où probablement la rue de la Tour de Gassies dans le Bordeaux d'aujourd'hui). Il déclare céder cette tour à son deuxième fils Gaston dans son testament de 1505.
Les familles de La Forcade de Tauzia et de Forcade de la Grézère ont revendiqué sans preuves une origine commune avec cette famille.

## Famille de Laforcade (Armagnac puis Toulouse)

Armoiries de la famille de Laforcade (branche toulousaine) à la période moderne

Famille originaire de l'Armagnac, anoblie par fonction de capitoul de Toulouse en  1704. Elle ne doit pas être confondue avec la famille de La Forcade de Tauzia et du Pin.
Elle remonte sa filiation à Dominique de Laforcade, procureur du roi ès pays et judicature de Verdun-sur-Garonne, originaire de Beaumont-de-Lomagne, marié en 1614 à Marie Cassaigneau, fille d'un bourgeois de Beaumont-de-Lomagne, et qui teste en 1637. Son fils noble Abraham de Laforcade, né à Beaumont-de-Lomagne en 1623, vint se fixer à Toulouse à la suite de son mariage en 1645 avec Marie de Chambon, fille d'un graveur général des monnaies de Toulouse, il fut conseiller du roi et magistrat présidial en la sénéchaussée de Toulouse. Le fils de ce dernier Jean de Laforcade, né en 1653, avocat au Parlement de Toulouse, fut anobli comme capitoul de Toulouse en 1704. Il recueillit en 1709 la seigneurie de Lauzerville par héritage de son oncle François de Chambon. Son arrière petit fils Jean-Paul de Laforcade, né en 1734, prit part aux assemblées de la noblesse tenues à Toulouse en 1789. Après la Révolution française, Jean-Paul de Laforcade devint maire de Lauzerville de 1790 à 1794.
Cette famille a fourni à la France de nombreux officiers (infanterie coloniale, gendarmerie), des magistrats, des agents de change près la Bourse de Paris, etc. Plusieurs de ses représentants ont péri sur différents champs de bataille. Elle n'est pas titréemais arbore la couronne comtale.
Armes actuelles : « D'azur à deux lions adossés d'or armés et lampassés de gueules, rampant aux colonnes d'argent tournés vers les bords de l'écu ». La disposition des pièces aurait changé à la Révolution : orientés vers le centre pour signifier le courage mis à disposition de la cité, ils s'adossent ensuite en signe de refus de la décadence.  
Cette famille est inscrite à l’ANF
Principales alliances : de Chambon, de Carrière d'Aufréry, Collinet de la Salle 1779, de Malard 1794, le Prévost d'Iray 1836, de Perthuis de la Laillevault 1873, le Borgne de Kerambosquer 1907, Dubois de Saran 1864, Barrault de Saint-André 1872, le Forestier de Quilien 1913, Desprats 2004, de La Tousche 2014, de Casson 2017, etc.

## Famille de La Forcade de Tauzia  et du Pin (Agenais)

Armoiries d'Armand de Forcade (1698)

Cette famille est originaire de  l’Agenais (Laplume).
Elle revendique une origine commune avec une famille éteinte de Forcade qui appartenait XVIe siècle à la noblesse des environs d’Orthez en Béarn, mais cette communauté d’origine n’est pas établie.
Elle remonte sa filiation suivie à  Jean de Forcade, nommé gouverneur du château d'Auvillar par Jeanne d'Albret, reine de Navarre. Il figure avec les qualifications de noble et d'écuyer dans le contrat de son mariage avec Odette de Rey, passé le 29 avril 1554 devant notaire à la Plume, et dans son testament, passé devant le même notaire le 7 septembre 1571,.
Son fils, Bernard de La Forcade, écuyer, seigneur de la Prade, était archer de la garde écossaise des gardes du corps d'Henri IV, habitait Laplume dont il fut premier consul en 1626. De ses quatre fils, trois furent tués au combat, dont en 1672 à la suite du siège d'Augsbourg.
Philippe de La Forcade, fils de Bernard d'un second mariage, écuyer, seigneur de la Prade, premier consul de Laplume en 1646, capitaine au régiment de Marin par commission de 1648, fut maintenu dans sa noblesse le 9 septembre 1666, par jugement de Dupuy, subdélégué de Pellot, intendant de Bordeaux. Sa famille obtint une seconde maintenue de noblesse en 1696 et fut anobli en tant que besoin en mars 1700 (assimilé à un anoblissement par Gustave Chaix d'Est-Ange). La branche cadette fit ses preuves en 1787 pour l'admission de Jean-Baptiste-Octavien de La Forcade à l'École militaire et la branche aînée fut reconnue noble par arrêt du 29 juin 1787 du Conseil d'Etat.
Le fils de Philippe, Armand, sieur de La Prade et du Pin, fut lieutenant commandant la compagnie de Sainte-Livrade, dans le régiment d'Anjou, de 1655 à la Paix des Pyrénées de 1659. Il enregistra ses titres de noblesses en 1698 à Condom et il fit enregistrer ses armoiries de l'armorial d'Hozier.
C'est à partir de son fils François que les La Forcade se présentent comme seigneurs du Grand Tauzia.
La famille s'est divisée en deux branches dites "de La Forcade de Tauzia" et "de la Forcade du Pin" à partir des enfants de Renaud de la Forcade, fils de François, né à Condom en 1714 : Antoine et Jules-Arnould. Renaud et ses enfants habitaient le château du Grand Tauzia.
Antoine de la Forcade de Tauzia, né en 1750 à Condom, servit comme gendarme de la Maison du roi et assista à l'assemblée de la noblesse tenue à Condom pour l'élection des députés des Etats généraux de 1789. Son fils né en 1785 et son petit fils né en 1827 habitèrent le château de Perreau près de Mézin.
Son frère Jules-Arnould de la Forcade du Pin, né à Condom en 1754, servit comme garde du corps des rois Louis XV, XVI et XVIII, fut chevalier de Saint Louis et retraité comme chef d'escadron.
Armes : « Ecartelé: au 1 d'argent à un lion de gueules, armé et lampassé de sable;  aux 2 et 3 d'azur à trois étoiles d'or 2 et 1; au 4 d'argent à trois bandes de gueules ».
Principales alliances : de Redon 1674, de Castillon, Soulès, Darodes de Bellegarde 1822, de Caussia de Mauvoisin 1858, du Bernet de Garros 1852, de Bernard de Lécussan 1833, d'Alexandry d'Orengiani 1871, de Lalyman de Varennes 1891, de Saint-Meleuc 1894.

## Famille de Forcade de Biaix (Béarn, Prusse)

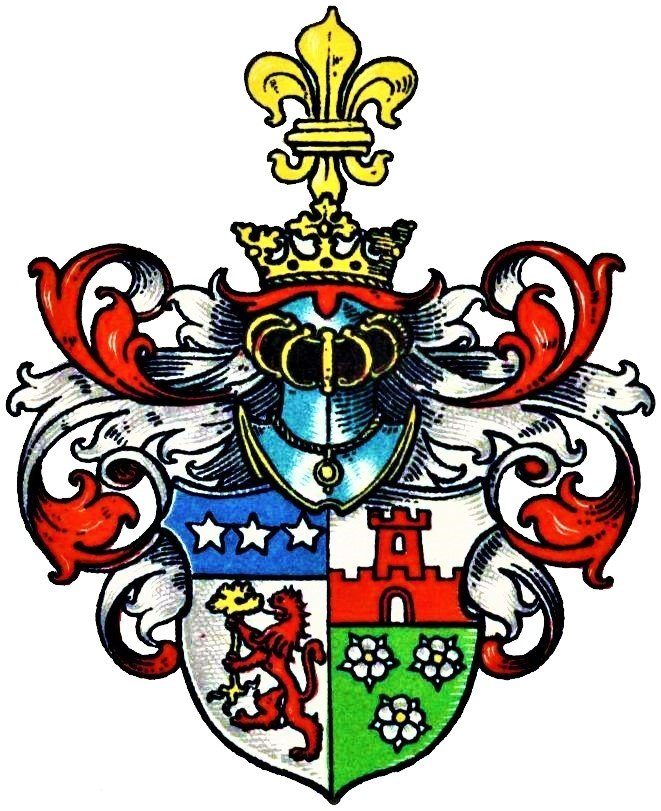
Armoiries des Forcade de Biaix
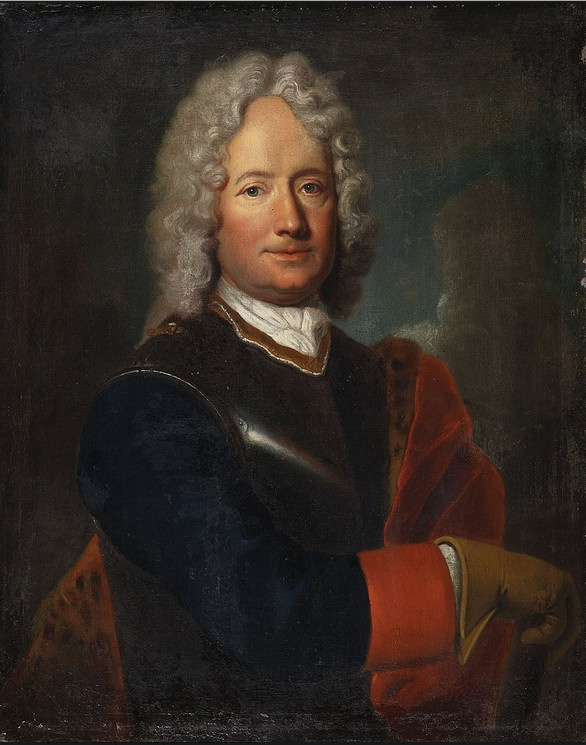
Johann Quirin von Forcade de Biaix

Cette famille est originaire du Béarn (Orthez).  Elle remonte sa filiation à Jean de Forcade, fermier des monnaies de Béarn et Navarre, admis aux Etats du Béarn dans l'ordre de la noblesse le 30 août 1658, en qualité de seigneur de Rontignon et le 19 juin 1659, comme seigneur de la maison noble de Biaix.
Le nom de Forcade, très répandu en Béarn et en Gascogne, a été porté dans cette région par plusieurs familles nobles, ou très notables, qui n'avaient aucun rapport avec celle des Forcade-Biaix.
Au début du XXe siècle la seule branche subsistante était fixée en Prusse, où elle fut illustrée par :
- Jean de Forcade de Biaix (Johann Quirin von Forcade de Biaix), né à Pau le 14 décembre 1663 et décédé le 2 février 1729 à Berlin. Refusant de se convertir au catholicisme, malgré le choix de son père et de son frère, il émigra en Prusse au service du roi Frédéric Ier. Il devint commandant du 23e régiment d'infanterie (qui prit le nom Regiment von ForKade de 1716 à 1729 puis de 1748 et 1765). Il fut lieutenant-général des armées prussiennes et gouverneur militaire de Berlin. IL fut nommé chevalier de l'Ordre de l'Aigle noir et était membre du Tobacco collegium, où se réunissait le cercle intime de Frédéric Ier[12],[13].
- Friedrich Wilhelm Quirin von Forcade de Biaix, fils aîné du précédent, né à Berlin le 10 février 1698 et mort en la même ville le 23 mars 1765. Comme son père il commanda le 23e régiment d'infanterie et devint lieutenant-général des armées prussiennes. Il fut l'un des officiers les plus appréciés de Frédéric II de Prusse. Il fut  nommé chanoine d'Havelberg, bailli de Zinna, président de l'Ober-Collegium Sanitatis de Berlin et gouverneur de Breslau. Il fut nommé chevalier de l'ordre Pour le Mérite (1746) accompagné d'une pension de 600 Thaler, chevalier de l'Ordre de l'Aigle noir. En 1747, Frédéric II fut parrain de son fils et en cadeau de baptême, nomma le père de l'enfant gouverneur militaire de Neuenrade) en précisant que cette charge serait héréditaire et transmis à l'enfant. En 1851, son nom fut inscrit sur la face nord de la statue équestre de Frédéric Le Grand à Berlin. Certaines sources font référence à Friedrich Wilhelm Quirin von Forcade de Biaix comme "marquis de Biaix", mais il ne semble s'agir que d'un titre de courtoisie. Avec le 23e régiment d'infanterie, il s'illustra lors de la deuxième Guerre de Silésie. Il combattit  à Prague (2–18 septembre 1744), à Pless (27 novembre 1744), à Patschkau (27 décembre 1744) à la Bataille de Hohenfriedberg (4 juin 1745), à Gross Bocken (31 juillet 1745), autour de Neustadt en Bohème (11–12 septembre 1745), à la Bataille de Soor et à Schatzlar (16 octobre 1745). Gravement blessé à la Bataille de Soor (30 septembre 1745), il fut laissé pour mort sur le champ de bataille. Frédéric II attribua la gloire de la victoire du jour à son action[14],[13]. Le régiment von Forcade fut l'objet en 1906 d'un poème de Georg von Kries mis en musique par Hans Hermann[15].

Armes: « Parti : au 1 d’argent au lion de gueules tenant un arbre de sinople ; au chef d’azur chargé de 3 étoiles du champ, au 2, coupé, d’argent à un château de 3 tours de gueules de sinople à 3 roses d’argent 2 et 1 ».

## Famille de Forcade de La Grézère et de La Roquette (Guyenne)

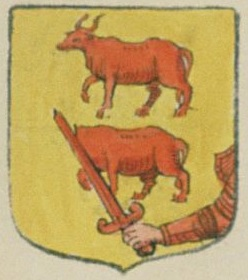
Armoiries d'Étienne de Forcade (1696)
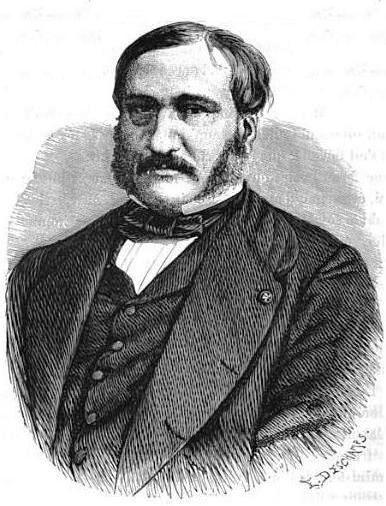
Adolphe de Forcade Laroquette

Famille originaire de Guyenne,,.
La famille de Forcade de la Grézère revendique comme la  famille de La Forcade de Tauzia une origine commune avec une famille éteinte du nom de Forcade qui appartenait XVIe siècle à la noblesse des environs d’Orthez en Béarn, mais cette communauté d’origine n’est pas établie.
D’après Le Nobilaire de gascogne (1860) cette famille a une identité d’origine avec la famille de La Forcade de Tauzia et du Pin et remonte sa filiation à Jean de Forcade, écuyer, premier jurat d'Orthez, qui fit son testament le 21 juillet 1505, mais Gustave Chaix d'Est-Ange écrit en 1922 au sujet de cette famille dans le Dictionnaire des familles françaises anciennes ou notables à la fin du XIXe siècle : « O'Gilvy en a donné une généalogie détaillée dans le troisième volume de son Nobiliaire de Guienne et de Gascogne mais son travail contient de graves inexactitudes. La famille de Forcade se croit originaire de la ville d'Orthez,  en Béarn, où, en effet, il a existé une famille du même nom. Elle revendique pour auteur un noble Jean de Forcade, écuyer, premier jurat d'Orthez, qui fit son testament le 21 juillet 1505 (...) Dans la réalité celle-ci ne peut remonter par filiation régulièrement établie au-delà d'un Jean de Forcade qui figure dans un certain nombre d'actes de la première moitié du XVIIe siècle avec les simples qualifications de marchand et de fermier, habitant de la paroisse de Montclaris, au diocèse de Bazas ».
Jean II de Forcade et Étienne de Forcade furent les auteurs de deux rameaux. Ils obtinrent en juillet 1681, des lettres patentes qui les rétablissaient dans leur ancienne noblesse et qui les relevaient de la dérogeance encourue par leur père
Cette famille de Forcade fut maintenue dans sa noblesse, le 29 juillet 1666, par jugement de Dupuy, subdélégué de Pellot, intendant de Bordeaux, après avoir prouvé sa  filiation depuis noble Jean de Forcade, écuyer, premier jurat d'Orthez, qui  teste en 1505, mais ce jugement de maintenue ne fut pas accepté par Pellot qui, par un nouveau jugement du 6 décembre 1667, le révoqua et condamna la famille de Forcade à payer une amende comme usurpateurs de noblesse. Ce fut seulement le 5 avril 1697 que cette famille de Forcade put se faire maintenir dans sa noblesse, par jugement de M. de Bezons, successeur de Pellot, au  vu des lettres de réhabilitation de 1651.
Elle s'est divisée en deux branches dites "de Forcade de La Grézère" (subsistante) et "de Forcade de La Roquette" (éteinte).
Mathieu de Forcade de la Grézère obtint en 1785 du roi Louis XVI en 1785 des lettres patentes le maintenant dans sa noblesse. Il prit part en 1789 aux assemblées de la noblesse tenues à Bazas et à Agen. Son fils Jean-Gaston de Forcade fut maire de Marmande sous la Restauration. Son autre fils Jean de Forcade de la Roquette, né en 1780 fut longtemps juge de paix à Paris.
Cette famille a été  illustrée par Jean Louis Victor Adolphe de Forcade, fils du précédent, né à Paris en 1820, sénateur du Second Empire, ministre des Finances en 1860, ministre des Travaux publics en 1867.
En 1847, avec son demi-frère le maréchal Armand Jacques Leroy de Saint-Arnaud, ils héritent de Catherine de Forcade du Château Malromé, qu'ils feront restaurer dans le goût de Viollet-le-Duc. Le château sera vendu en 1883 aux parents d'Henri de Toulouse-Lautrec.
Famille inscrite à l’ANF.
Armes : « D'or à un senestrochère  de carnation, armé de gueules, mouvant du bas du flanc sénestre de l'écu et tenant une épée de gueules, surmonté de deux vaches passantes du même, l'une au-dessus de l'autre, la vache inférieure sans tête »,,.
Principales alliances : de Tapie 1729, de Geneste, de Suriray, Guiot du Repaire, Clappiers, Faget de Quennefer, de Lévézou de Vézins, Clauzel, de Bazelaire 1896, de Barberin, de Bonfils 1882, de Malvin 1690, Schlumberger 1920, Lagroy de Croutte de Saint-Martin 1893.